# محمداسماعیل سعیدی
محمد اسماعیل سعیدی مشهور به مریمی، دکترای مدیریت کسب و کار از دانشگاه صنایع ایران و به لحاظ مشی سیاسی، نزدیک به اصولگرایان ولی بدون عضویت رسمی در حزب یا گروه خاصی از آن است. (زادهٔ ۱۳۴۰ در گوگان)، نماینده مردم تبریز در مجلس دهم است. او در ۲۱ سالگی به عنوان فرمانده سپاه آذرشهر انتخاب شد. وی نماینده مردم تبریز، اسکو و آذرشهر در مجلس نهم بود که موفق شد با کسب ۱۲۱ هزار و ۱۲۳ رای به مجلس نهم راه یابد. وی کاندیدای مورد حمایت جبهه متحد اصولگرایان بود. بعد از راهیابی به مجلس وی نامزد عضویت در کمسیون امنیت ملی مجلس شورای اسلامی شد ولی در نهایت به عنوان دبیر اول کمیسیون اجتماعی مجلس شورای اسلامی انتخاب شد.
در انتخابات مجلس دهم نیز با کسب آرای مردم شریف تبریز به مجلس شورای اسلامی راه یافت.